# 지역산업정책대상
지역산업정책대상은 산업통상자원부와 산업통상자원부 산하기관인 산업정책연구원(IPS)이 지방자치단체의 지역혁신 발전 사례를 발굴, 이를 격려·포상함으로써 각 지역의 지속적인 경제발전과 함께 국가 경쟁력 제고를 목표로 하고 있다. 산업통상자원부가 후원하며 산업정책연구원(IPS)과 조선일보사가 공동주최, 주관하는 지역산업정책대상은 지역경쟁력 전문가, 지역별 산업정책 전문가 및 정부 관계자들이 다각적인 시각으로 지역별 특성을 고려한 각 지자체 산업정책의 전문성과 우수성을 평가하여 시상한다.

## 역대 수상 자치단체
산업정책연구원(IPS) 역대 수상 자치단체

### 제9회(2012년)
| 훈격                    | 구분                  | 수상 자치단체       | 수상작                                                          |
| ----------------------- | --------------------- | ------------------- | --------------------------------------------------------------- |
| 지식경제부 장관상       | 종합 대상             | 충청남도 당진시     | 당진경제의 힘은 일자리입니다                                    |
| 지식경제부 장관상       | 종합 최우수상         | 경상남도 창녕군     | 행복한 군민 활기찬 창녕 건설을 위한 창녕군 일자리 창출 프로젝트 |
| 지식경제부 장관상       | 종합 최우수상         | 부산광역시 사하구   | 풍요롭고 살기좋은 창조도시 건설                                 |
| 지식경제부 장관상       | 종합 우수상           | 경기도 이천시       | 창조적 지역특화와 향토산업 육성으로 살기 좋은 이천 만들기       |
| 지식경제부 장관상       | 종합 우수상           | 전라북도 부안군     | 신재생 에너지 산업 육성으로 미래 청정에너지 도시를 꿈꾼다       |
| 조선일보 사장상         | 부존자원              | 경상남도 창원시     | 세계일류 산업도시 창원 미래 30 창조적 기업도시 조성             |
| 조선일보 사장상         | 지원 및 관련산업      | 전라북도 고창군     | 농업 낙후 지역에서 풍요와 희망의 고창으로 도약                  |
| 조선일보 사장상         | 경영여건              | 서울특별시 구로구   | 좋은 일자리가 많은 행복 특별도시 구로                           |
| 조선일보 사장상         | 시장환경              | 서울특별시 동대문구 | 21세기 세계중심 동대문구 건설                                   |
| 조선일보 사장상         | 근로자                | 경기도 김포시       | 지속가능한 창조도시 김포                                        |
| 조선일보 사장상         | 기업가                | 경기도 안양시       | 스마트 창조도시 안양                                            |
| 조선일보 사장상         | 전문가                | 충청북도 진천군     | 개별공장 밀집지역 진입도로 협소로 인한 집단민원 갈등 해결 사례  |
| 산업정책연구원 이사장상 | 지방자치단체 우수실무 | 충청남도 당진시     | 우수실무자                                                      |
| 산업정책연구원 이사장상 | 지방자치단체 우수실무 | 경상남도 창녕군     | 우수실무자                                                      |
| 산업정책연구원 이사장상 | 지방자치단체 우수실무 | 부산광역시 사하구   | 우수실무자                                                      |
| 산업정책연구원 이사장상 | 지방자치단체 우수실무 | 경기도 이천시       | 우수실무자                                                      |
| 산업정책연구원 이사장상 | 지방자치단체 우수실무 | 전라북도 부안군     | 우수실무자                                                      |

### 제8회(2011년)
제8회 지역산업정책대상 결과 <조선일보>
| 훈격                    | 구분                  | 수상자치단체      | 수상작                                             |
| ----------------------- | --------------------- | ----------------- | -------------------------------------------------- |
| 지식경제부 장관상       | 종합 대상             | 대전광역시 서구   | 일자리가 희망입니다                                |
| 지식경제부 장관상       | 종합 최우수상         | 서울특별시 양천구 | 살기좋고 살고싶은 희망양천                         |
| 지식경제부 장관상       | 종합 우수상           | 경기도 남양주시   | 규제를 기회로 바꾼 주민의 힘                       |
| 지식경제부 장관상       | 종합 우수상           | 서울특별시 강동구 | 친환경 체험농장 운영계획                           |
| 조선일보 사장상         | 부존자원              | 전라남도 강진군   | 정직 친절 화합은 강진의 자본입니다                 |
| 조선일보 사장상         | 지원 및 관련산업      | 경기도            | 찾아가서 도와주는 기술닥터사업                     |
| 조선일보 사장상         | 경영여건              | 전라남도 영광군   | 모싯잎송편 명품브랜드 산업육성                     |
| 조선일보 사장상         | 시장환경              | 경상남도 통영시   | 지역 잠재자원을 활용한 남해안 종심도시 신통영 건설 |
| 조선일보 사장상         | 근로자                | 대구광역시        | IT 융합산업발전전략 2020                           |
| 조선일보 사장상         | 기업가                | 전라남도 목표시   | 춤추는 바다분수 평가보고서                         |
| 조선일보 사장상         | 전문가                | 전라북도 부안군   | 일자리 블루오션을 넘어 재빠른 2등 전략             |
| 산업정책연구원 이사장상 | 지방자치단체 우수실무 | 대전광역시 서구   | 우수실무자                                         |
| 산업정책연구원 이사장상 | 지방자치단체 우수실무 | 서울특별시 양천구 | 우수실무자                                         |
| 산업정책연구원 이사장상 | 지방자치단체 우수실무 | 경기도 남양주시   | 우수실무자                                         |
| 산업정책연구원 이사장상 | 지방자치단체 우수실무 | 서울특별시 강동구 | 우수실무자                                         |

### 제7회(2010년)
제7회 지역산업정책대상 결과<프라임 경제>
| 훈격                    | 구분                  | 수상 자치단체     | 수상작                                                           |
| ----------------------- | --------------------- | ----------------- | ---------------------------------------------------------------- |
| 지식경제부 장관상       | 종합 대상             | 전라북도 김제시   | 새만금 중심도시 김제건설                                         |
| 지식경제부 장관상       | 종합 최우수상         | 전라남도 순천시   | 대한민국, 생태수도 순천건설                                      |
| 지식경제부 장관상       | 종합 최우수상         | 강원도 춘천시     | 춘천의 미래를 여는 녹색성장산업정책                              |
| 지식경제부 장관상       | 종합 우수상           | 경상남도 거창군   | 세계 승강기 산업의 허브 거창                                     |
| 지식경제부 장관상       | 종합 우수상           | 경기도 김포시     | 녹색 첨단산업도시 김포 건설                                      |
| 조선일보 사장상         | 부존자원              | 경상남도 창원시   | 한국경제의 희망, 창원시 대한민국산업을 견인하다                  |
| 조선일보 사장상         | 지원 및 관련산업      | 광주광역시 북구   | 첨단과학산업 클러스터 조성                                       |
| 조선일보 사장상         | 경영여건              | 경상남도 통영시   | 남해안 시대의 중심도시 통영건설                                  |
| 조선일보 사장상         | 시장환경              | 전라남도 화순군   | 테라피 화순,아시아 백신의 메카, 의료관광 최적지로 육성           |
| 조선일보 사장상         | 근로자                | 광주광역시 광산구 | 첨단기술 융합산업도시 육성                                       |
| 조선일보 사장상         | 기업가                | 경상남도 거제시   | Blue City 거제, 남해안 시대 발전전략                             |
| 조선일보 사장상         | 전문가                | 경상남도 고성군   | 남해안 시대를 선도할 조선산업 클러스터 핵심인 고성 조선산업 특구 |
| 산업정책연구원 이사장상 | 지방자치단체 우수실무 | 전라북도 김제시   | 우수실무자                                                       |
| 산업정책연구원 이사장상 | 지방자치단체 우수실무 | 전라남도 순천시   | 우수실무자                                                       |
| 산업정책연구원 이사장상 | 지방자치단체 우수실무 | 강원도 순천시     | 우수실무자                                                       |
| 산업정책연구원 이사장상 | 지방자치단체 우수실무 | 경상남도 거창군   | 우수실무자                                                       |
| 산업정책연구원 이사장상 | 지방자치단체 우수실무 | 경기도 김포시     | 우수실무자                                                       |

### 제6회(2009년)
제6회 지역산업정책대상 결과 <중앙일보>
제6회 지역산업정책대상 결과 <춘천바이오산업진흥원 현장실사방문>
제6회 지역산업정책대상 결과 <뉴스와이어>
| 훈격                    | 구분                  | 수상 자치단체           | 수상작                                                                |
| ----------------------- | --------------------- | ----------------------- | --------------------------------------------------------------------- |
| 지식경제부 장관상       | 종합 대상             | 경상남도 창원시         | 한국 경제의 미래, 창원시 세계일류 산업도시로 발전한다                 |
| 지식경제부 장관상       | 종합 최우수상         | 광주광역시 광산구       | 첨단산업 벨리조성                                                     |
| 지식경제부 장관상       | 종합 최우수상         | 경상남도 거제시         | 남해안의 중심도시, 세계의 중심도시                                    |
| 지식경제부 장관상       | 종합 우수상           | 전라북도 김제시         | 꿈과 희망의 새만금 중심도시 김제건설                                  |
| 지식경제부 장관상       | 종합 우수상           | 강원도 춘천시           | 춘천5대 성장동력산업 육성정책                                         |
| 지식경제부 장관상       | 종합 우수상           | 경기도 고양시           | 방송영상산업 육성을 통한 첨단산업도시 건설                            |
| 조선일보 사장상         | 부존자원              | 경상남도 통영시         | 통영시 미래건설 프로젝트                                              |
| 조선일보 사장상         | 지원 및 관련산업      | 경기도 수원시           | 역사와 문화, 인간과 자연이 어우러진첨단문화 산업, 첨단수원으로의 도약 |
| 조선일보 사장상         | 경영여건              | 경상남도 고성군         | 인구 10만 신(新)고성 건설                                             |
| 조선일보 사장상         | 시장환경              | 제주특별자치도 서귀포시 | 불로장생 건강특화도시 서귀포                                          |
| 조선일보 사장상         | 근로자                | 전라북도                | 첨단부품소개산업 육성                                                 |
| 조선일보 사장상         | 기업가                | 경기도 김포시           | 경제자족도시 김포 건설                                                |
| 조선일보 사장상         | 전문가                | 전라북도 익산시         | 50만 도시 익산 건설                                                   |
| 산업정책연구원 이사장상 | 지방자치단체 우수실무 | 경상남도 창원시         | 우수실무자                                                            |
| 산업정책연구원 이사장상 | 지방자치단체 우수실무 | 광주광역시 광산구       | 우수실무자                                                            |
| 산업정책연구원 이사장상 | 지방자치단체 우수실무 | 경상남도 거제시         | 우수실무자                                                            |
| 산업정책연구원 이사장상 | 지방자치단체 우수실무 | 전라북도 김제시         | 우수실무자                                                            |
| 산업정책연구원 이사장상 | 지방자치단체 우수실무 | 강원도 춘천시           | 우수실무자                                                            |
| 산업정책연구원 이사장상 | 지방자치단체 우수실무 | 경기도 고양시           | 우수실무자                                                            |

### 제5회(2008년)
제5회 지역산업정책대상 결과 <신아일보>
| 훈격              | 구분             | 구분             | 수상자치단체      |
| ----------------- | ---------------- | ---------------- | ----------------- |
| 지식경제부 장관상 | 광역자치단체     | 대상             | 강원도            |
| 지식경제부 장관상 | 광역자치단체     | 최우수상         | 제주특별자치도    |
| 지식경제부 장관상 | 기초자치단체     | 대상             | 충청남도 당진군   |
| 지식경제부 장관상 | 기초자치단체     | 최우수상         | 전라남도 구례군   |
| 지식경제부 장관상 | 기초자치단체     | 최우수상         | 경상남도 창원시   |
| 지식경제부 장관상 | 기초자치단체     | 최우수상         | 경상남도 김해시   |
| 부분별 우수상     | 부존자원부문     | 부존자원부문     | 전라남도 화순군   |
| 부분별 우수상     | 경영여건         | 경영여건         | 전라북도 군산시   |
| 부분별 우수상     | 관련 및 지원산업 | 관련 및 지원산업 | 경기도 평택시     |
| 부분별 우수상     | 시장환경         | 시장환경         | 경상남도 고성군   |
| 부분별 우수상     | 근로자           | 근로자           | 서울특별시 구로구 |
| 부분별 우수상     | 기업가           | 기업가           | 경상남도 양산시   |
| 부분별 우수상     | 전문가           | 전문가           | 경기도 고양시     |

### 제4회(2007년)
제4회 지역산업정책대상 <뉴스와이어>
| 훈격              | 구분             | 구분             | 수상자치단체    |
| ----------------- | ---------------- | ---------------- | --------------- |
| 지식경제부 장관상 | 광역자치단체     | 대상             | 경상북도        |
| 지식경제부 장관상 | 광역자치단체     | 최우수상         | 경상남도        |
| 지식경제부 장관상 | 광역자치단체     | 최우수상         | 울산광역시      |
| 지식경제부 장관상 | 기초자치단체     | 대상             | 경기도 부천시   |
| 지식경제부 장관상 | 기초자치단체     | 최우수상         | 경상남도 양산시 |
| 지식경제부 장관상 | 기초자치단체     | 최우수상         | 경상남도 창원시 |
| 부분별 우수상     | 부존자원부문     | 부존자원부문     | 제주특별자치도  |
| 부분별 우수상     | 경영여건         | 경영여건         | 전라남도 장흥군 |
| 부분별 우수상     | 관련 및 지원산업 | 관련 및 지원산업 | 경상남도 고성군 |
| 부분별 우수상     | 시장환경         | 시장환경         | 경상북도 영덕군 |
| 부분별 우수상     | 근로자           | 근로자           | 전라남도 함평군 |
| 부분별 우수상     | 기업가           | 기업가           | 경기도 고양시   |
| 부분별 우수상     | 전문가           | 전문가           | 전라남도 완도군 |

### 제3회(2006년)
제3회 지역산업정책대상 <산업정책연구원>
제3회 지역산업정책대상 <지식경제부>
| 훈격              | 구분             | 구분             | 수상자치단체                                |
| ----------------- | ---------------- | ---------------- | ------------------------------------------- |
| 지식경제부 장관상 | 광역자치단체     | 대상             | 광주광역시                                  |
| 지식경제부 장관상 | 광역자치단체     | 최우수상         | 경상북도                                    |
| 지식경제부 장관상 | 기초자치단체     | 대상             | 경상남도 진주시                             |
| 지식경제부 장관상 | 기초자치단체     | 대상             | 제주특별자치도 서귀포시                     |
| 지식경제부 장관상 | 기초자치단체     | 최우수상         | 경상남도 양산시                             |
| 지식경제부 장관상 | 기초자치단체     | 최우수상         | 제주특별자치도 제주시                       |
| 부분별 우수상     | 부존자원부문     | 부존자원부문     | 전라북도 고창군                             |
| 부분별 우수상     | 경영여건         | 경영여건         | 남제주군(현 제주특별자치도 사귀포시로 통합) |
| 부분별 우수상     | 관련 및 지원산업 | 관련 및 지원산업 | 전라남도 완도군                             |
| 부분별 우수상     | 시장환경         | 시장환경         | 전라북도 부안군                             |
| 부분별 우수상     | 근로자           | 근로자           | 전라남도 순창군                             |
| 부분별 우수상     | 기업가           | 기업가           | 전라남도 장흥군                             |
| 부분별 우수상     | 전문가           | 전문가           | 대전광역시 동구                             |

### 제2회(2005년)
제2회 지역산업정책대상 <산업정책연구원>
제2회 지역산업정책대상 <뉴스와이어>
| 훈격              | 구분             | 구분             | 수상자치단체                                |
| ----------------- | ---------------- | ---------------- | ------------------------------------------- |
| 지식경제부 장관상 | 광역자치단체     | 대상             | 제주특별자치도                              |
| 지식경제부 장관상 | 광역자치단체     | 최우수상         | 경상남도                                    |
| 지식경제부 장관상 | 기초자치단체     | 대상             | 서울특별시 마포구                           |
| 지식경제부 장관상 | 기초자치단체     | 최우수상         | 제주특별자치도 서귀포시                     |
| 지식경제부 장관상 | 기초자치단체     | 최우수상         | 경기도 부천시                               |
| 부분별 우수상     | 부존자원부문     | 부존자원부문     | 남제주군(현 제주특별자치도 사귀포시로 통합) |
| 부분별 우수상     | 경영여건         | 경영여건         | 경상남도 하동군                             |
| 부분별 우수상     | 관련 및 지원산업 | 관련 및 지원산업 | 경상북도                                    |
| 부분별 우수상     | 시장환경         | 시장환경         | 제주특별자치도 서귀포시                     |
| 부분별 우수상     | 근로자           | 근로자           | 전라남도 장흥군                             |
| 부분별 우수상     | 기업가           | 기업가           | 경상남도                                    |
| 부분별 우수상     | 전문가           | 전문가           | 대전광역시                                  |

### 제1회(2004년)
제1회 지역산업정책대상 <산업정책연구원>
| 훈격              | 구분             | 구분             | 수상자치단체            |
| ----------------- | ---------------- | ---------------- | ----------------------- |
| 지식경제부 장관상 | 광역자치단체     | 대상             | 경상북도                |
| 지식경제부 장관상 | 기초자치단체     | 대상             | 제주특별자치도 서귀포시 |
| 지식경제부 장관상 | 기초자치단체     | 최우수상         | 서울특별시 마포구       |
| 부분별 우수상     | 부존자원부문     | 부존자원부문     | 경상북도 문경시         |
| 부분별 우수상     | 경영여건         | 경영여건         | 서울특별시 마포구       |
| 부분별 우수상     | 관련 및 지원산업 | 관련 및 지원산업 | 전라남도 장흥군         |
| 부분별 우수상     | 시장환경         | 시장환경         | 경상북도                |
| 부분별 우수상     | 근로자           | 근로자           | 제주특별자치도 서귀포시 |
| 부분별 우수상     | 기업가           | 기업가           | 인천광역시              |
| 부분별 우수상     | 전문가           | 전문가           | 광주광역시              |

## 참고 문헌
1. ↑  “보관된 사본”. 2008년 9월 29일에 원본 문서에서 보존된 문서. 2013년 5월 28일에 확인함.
2. ↑  [깨진 링크(과거 내용 찾기)]
3. ↑  [깨진 링크(과거 내용 찾기)]
4. ↑  “춘천바이오산업진흥원”. 2016년 3월 4일에 원본 문서에서 보존된 문서. 2013년 5월 28일에 확인함.
5. ↑  [깨진 링크(과거 내용 찾기)]
6. ↑  [깨진 링크(과거 내용 찾기)]
7. ↑  “보관된 사본”. 2016년 3월 4일에 원본 문서에서 보존된 문서. 2013년 5월 28일에 확인함.
8. ↑  “보관된 사본”. 2016년 3월 4일에 원본 문서에서 보존된 문서. 2013년 5월 28일에 확인함.